# McDonnell Aircraft Corporation

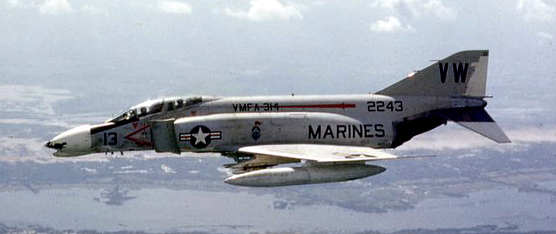
F-4 Phantom II

McDonnell Aircraft Corporation — американська авіабудівна компанія з Сент-Луїсу, одна з попередниць McDonnell Douglas. Заснована в 1939 році Джеймсом Макдоннеллом, найбільш відома створенням винищувачів F-4 Phantom II і приземлюваних капсул для космічних кораблів Mercury і Gemini. Припинила існування в 1967 році в результаті об'єднання з компанією Douglas Aircraft Company та подальшим утворенням McDonnell Douglas.